# 法拉納茲·巴列維
法拉納茲·巴勒維公主（波斯語： فرحناز پهلوی  ；英語：Farahnaz Pahlavi，1963年3月12日—）是伊朗沙阿穆罕默德-禮薩·巴列維和第三任皇后法拉赫·巴列維的女兒。十六歲時，皇室被伊朗革命推翻，被迫流亡。
父王在埃及死後，她與家人定居美國，1986年畢業於哥伦比亚大学。